# Sébastien Cornu
Pour les articles homonymes, voir Cornu.
Sébastien Melchior Cornu, né le 6 janvier 1804 à Lyon et mort le 23 octobre 1870 à Longpont-sur-Orge, est un peintre français.
Il est connu notamment pour ses peintures religieuses et ses tableaux d'histoire. Il intègre les Beaux-Arts de Lyon en 1820 puis se forme à Paris auprès de Jean-Auguste-Dominique Ingres et en Italie où il épouse Albertine-Hortense Lacroix en 1833. De retour en France, grâce à sa femme, il gravite dans la sphère privée de Napoléon III et connaît une brillante carrière.

## Biographie

### Formation
Né de parents comtois et grainetiers à Lyon, rien ne prédestine Sébastien Cornu à une carrière artistique. Il entre à 12 ans à l’École nationale supérieure des beaux-arts de Lyon et se forme dans l’atelier de Fleury-Richard (1777-1852), un ancien élève de Jacques-Louis David. Sébastien Cornu apprend le métier de peintre avec Hippolyte Flandrin ou Charles Gleyre qu’il croisera à plusieurs reprises. En 1820, il gagne le 1er prix de peinture de sa classe avec Faune antique jouant de la flûte. Sa formation se poursuit auprès de Claude Bonnefond (1796-1860) dont il prend la direction de l’atelier en 1823 quand celui-ci part en Italie.
Mais l’appel de la capitale se fait sentir. En 1826, Sébastien Cornu gagne Paris et entre dans l’atelier d’Ingres. Il y suit toutes les étapes de la formation académique : la copie de gravure, le dessin de bosse, la troisième dimension, le modèle vivant et enfin le droit de peindre. En 1828, Ingres le pousse à aller se former auprès des maîtres de la Renaissance en Italie. Il part à pied accompagné de Charles Gleyre. Cette parenthèse italienne de 1829 à 1835 est assez pénible sur le plan financier même s’il retrouve le soutien de son ancien maître Claude Bonnefond. Toutefois, sur le plan sentimental Rome lui présente sa future épouse, Albertine-Hortense Lacroix. Celle-ci est née à Paris le 8 août 1809 au palais Cerutti. Ses parents étaient au service de la famille royale, Désirée Fravreux en tant que femme de chambre de la reine Hortense de Beauharnais  (mère du prince Louis-Napoléon, futur empereur Napoléon III) et Martin Lacroix comme maître d’hôtel d’Hortense. Hortense est d’un an la cadette de Louis-Napoléon et la filleule de la reine Hortense. Elle a été élevée au château d'Arenberg avec le futur empereur,. Pourvue d’un fort tempérament, Hortense Lacroix se distingue par sa beauté, ce que ne manque pas de remarquer Sébastien Cornu qui l’épouse en 1833. Par ce mariage, Sébastien Cornu va évoluer dans les hautes sphères. Ils quittent Rome en 1835 pour la Turquie et la Grèce avant de s’en retourner à Paris en 1836.

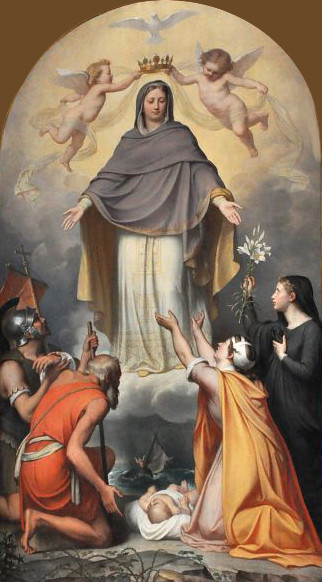
La Vierge consolatrice (1856), église Saint-Roch de Paris.

### Carrière artistique et vie mondaine
À son retour à Paris, Sébastien Cornu jouit de la monarchie de Juillet. À partir de 1837, il reçoit plusieurs commandes de copies et son premier décor d’église pour Saint-Louis-d’Antin. Louis-Philippe lui commande également la toile de La Prise d’Ascalon par Baudoin III en 1153 pour les salles des Croisades du château de Versailles. Entre 1837 et 1848, il expose régulièrement au Salon.
Cependant, après 1845 la vie se fait plus dure et il faudra attendre le Second Empire pour que sa carrière devienne florissante. Il participe néanmoins en 1848 au concours de la figure de la République.
En 1848, il est « maître de dessin » à l'éphémère École d'administration.
Son épouse étant une familière de Napoléon III, il bénéficie de commandes officielles. Toutefois, Cornu n’accepte que des missions d’artiste, il est peintre et tient à le rester rejetant de ce fait le rôle de courtisan. Il participe à plusieurs travaux de décorations dans diverses églises parisiennes : Saint-Louis-d’Antin (1841), Saint-Merry (1850), Saint-Séverin (1857), Saint-Roch (1859) et Saint-Germain-des-Prés après la mort d’Hippolyte Flandrin dont il reprend le chantier (1864) , la chapelle du palais de l’Élysée (décor aujourd’hui démembré dont une partie est conservée au musée du Louvre).
En 1849, Louis-Napoléon Bonaparte décide de restaurer l'église Saint-Leu-Saint-Gilles de Saint-Leu-la-Forêt où Louis de Hollande avait choisi d'être enterré au côté de ses deux fils, Napoléon-Charles et Napoléon-Louis. Il confie les travaux à Joseph-Eugène Lacroix. Sébastien Cornu y réalise quatre tableaux de lave émaillée pour orner la façade et le portail latéral. L'église est consacrée le 31 octobre 1851 en présence de Louis-Napoléon Bonaparte. Dans l'abside a été placé le monument funéraire de Louis Bonaparte et de ses fils réalisé par le sculpteur Louis Petitot. Sébastien Cornu a peint sur les murs une fresque représentant quatre anges surmontés de saint Louis, saint Napoléon et saint Charles sur un fond niellé d'or.
En 1853, il collabore avec Ingres et d’autres de ses élèves à l’Apothéose de Napoléon 1er pour orner un plafond du salon de l’Empereur de l’hôtel de ville de Paris, œuvre détruite dans l’incendie de l’hôtel de ville le 24 mai 1871.
Il peint également beaucoup de portraits de célébrités de l’époque comme Dumas père, Gustave Flaubert, George Sand, lesquels sont des relations de sa femme. Entretemps, Sébastien Cornu est promu officier de la Légion d’honneur en 1859.
Il réalise avec Jean-Léon Gérôme des tableaux pour décorer la maison pompéienne du prince Napoléon construite par l'architecte Alfred-Nicolas Normand en 1856-1858 : Prométhée modelant le premier homme et Massacre des Niobides.
En 1861, Napoléon III l’envoie à Rome avec Léon Renier pour négocier l’achat de la collection du marquis de Campana et le nomme l’année suivante administrateur du musée Campana (éphémère musée Napoléon III). Cet épisode de la vie de Sébastien Cornu le met au centre des conversations parisiennes. En effet, à l’origine la collection devait aller au musée du Louvre, or le comte de Nieuwerkeke refuse de recevoir les caisses à la suite du réaménagement du musée. La collection est donc envoyée au Palais de l'Industrie, qui devient le musée de Napoléon III. Chennevières a accusé Hortense Cornu d'être à l'origine de ce musée qui « avait pour but de distraire du Louvre et de transformer en riche apanage, au profit de M. Cornu et de quelques amis, cette collection acquise par complaisance et chèrement payée par l'empereur, et qu'on aurait isolée en manière de musée spécial ». Puis le musée a été fermé et la collection transférée au musée du Louvre, probablement sous l'influence de Nieuwerkerke avec l'appui de la princesse Mathilde comme l'écrit Chennevières : « il fallut des années pour que le bon sens reprît son droit, et ramenât au grand bercail des musées nationaux cette brebis qui ne demandait qu'à s'égarer et dont on fit le fonds du musée Napoléon III ». La collection a été en partie dispersée après 1870. Sébastien Cornu trouve dommageable de rompre l’unité de la collection. Cependant, Napoléon III ne veut pas prendre de risque et aller contre le projet d’origine qu’il a lui-même institué et remet au Louvre la collection.
Dans la fin de sa carrière, Sébastien Cornu répond à des demandes officielles et ne se consacre plus qu’au décor de chapelles et d’églises. Sa mort passe inaperçue dans le contexte de la guerre franco-prussienne. En effet, la plupart des revues d’art qui auraient pu faire son éloge ne sont plus publiées à l’époque. Il meurt à Longpont-sur-Orge le 23 octobre 1870 de cause inconnue.
Son fonds d’atelier sera légué au musée des Beaux-Arts et d'Archéologie de Besançon par le codicille du 16 mai 1875. Sa veuve meurt la même année à Longpont.

## Œuvres dans les collections publiques
- Champs-sur-Marne, École nationale des ponts et chaussées :
  - Gaspard Riche de Prony (1755-1839), 4e directeur 1798-1839, 1840 (numéro d'inventaire IPC 1780)[13].
  - Jean-Bernard Tarbé de Vauxclairs (1767-1842), 5e directeur, 1839-1842, 1843, achat à l'artiste (numéro d'inventaire IPC 1784)[13].

- Paris, Beaux-arts de Paris : 
  - Étude pour Faust et Marguerite dans la prison, pierre noire et rehauts de blanc sur papier beige. H. 0,273 ; L. 0,419 m[14]. Cette étude est préparatoire à la toile figurant Faust et Marguerite dans la prison, pendant de Marguerite dans le jardin, toiles qui ont été exposées ensemble au Salon de 1848[15],[16].
  - Visage de jeune fille, pierre noire. H. 0,417 ; L. 0,319 m[17]. Après la proclamation de la seconde République, le gouvernement provisoire ouvre le 14 mars 1848 un concours pour exécuter une Figure peinte de la République. Cette étude de visage est préparatoire à la réalisation de sa toile La République (Besançon) dans le cadre de ce concours. Le visage est frontal, noble et serein[18].
  - Bras droit tenant un rouleau, pierre noire, sanguine et rehauts de blanc. H. 0,481 ; L. 0,36 m[19]. Cette étude est une reprise d'un détail dans la préparation de la toile La République de Cornu. Il y travaille tout particulièrement le modelé, les ombres et la lumière. La République tend un rouleau sur lequel on peut lire Souveraineté du peuple[20].
  - Etude pour Le Christ descendu de la croix, église Saint-Roch, Paris, pierre noire et rehauts de blanc sur papier[21]. H. 0,296 ; L. 0,461 m. Ce dessin est une étude pour la figure du Christ. Réalisées d'après le modèle vivant, sa figure et son anatomie ne furent pas modifiées dans la toile finale[22].
  - Études pour le décor de l'église Saint-Germain-des-Près à Paris.
    - Homme vu à mi-corps, de profil, s'appuyant sur un bâton[23], pierre noire et rehauts de blanc sur papier bleu-vert. H. 0,290 ; L. 0,258[24].
    - Deux hommes vus à mi-corps, bras levés[25], pierre noire et rehauts de blanc sur papier bleu-vert. H. 0,289 ; 0,431 m. Ces deux dessins sont des études pour L'Invention de la Croix, fresque qui se situe sur le transept sud, dans le cadre d'un décor réalisé par Cornu à partir de 1864[26].
    - Jeune enfant vu en pied, portant la main à sa bouche[27], pierre noire, rehauts de blanc et sanguine sur papier bleu-vert. H. 0,380 ; L. 0,289 m. Cette étude d'enfant est préparatoire à la vie de Jésus relatée dans les Evangiles de saint Marc, saint Matthieu et saint Luc. Dans la fresque, le Christ sur son trône est entouré d'enfant, dont celui qui porte la main à sa bouche[28].
    - Visage de jeune femme voilée vu de face ; étude d'une main droite posée sur l'épaule droite d'un personnage, pierre noire sur papier beige. H. 0,292 ; L. 0,232 m[29]. Ce dessin est préparatoire à la Descente aux limbes, datées de 1870. Cet ensemble d'études reflète parfaitement le bagage culturel de Cornu, entre ses références à l'art de la Renaissance, aux décors religieux des églises françaises du XVIIe siècle et son attachement à l'enseignement de son maître[30].

Œuvres de Sébastien Cornu
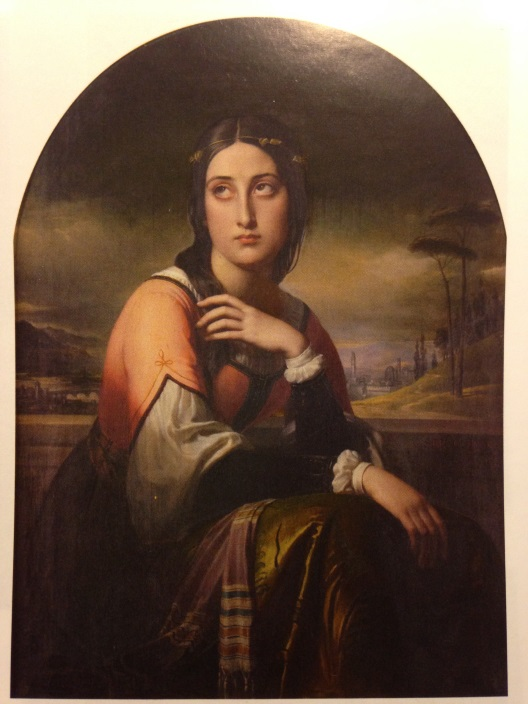
Jeune femme pensive devant une vue de Florence (1839), Besançon, musée des Beaux-Arts et d’Archéologie.
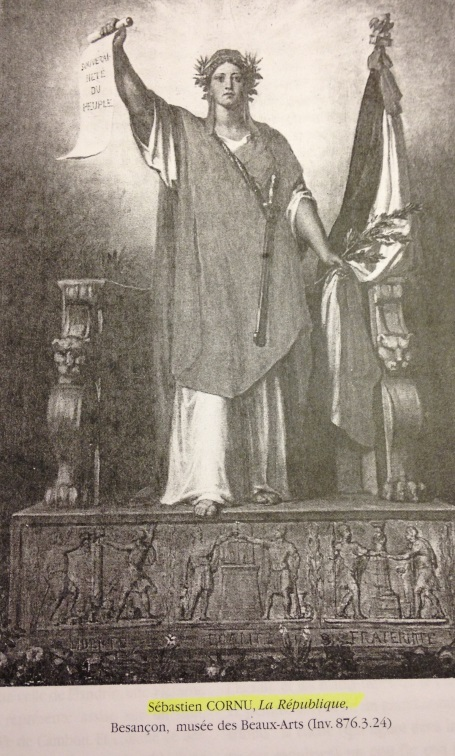
La République (1848), dessin, Besançon, musée des Beaux-Arts et d’Archéologie.
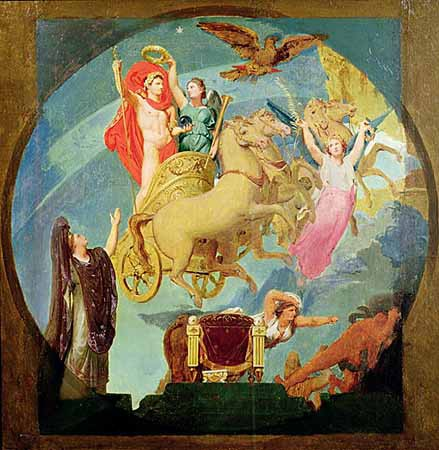
Apothéose de Napoléon 1er (vers 1853), esquisse du plafond du salon de l’Empereur de l’hôtel de ville de Paris. Besançon, musée des Beaux-Arts et d’Archéologie.
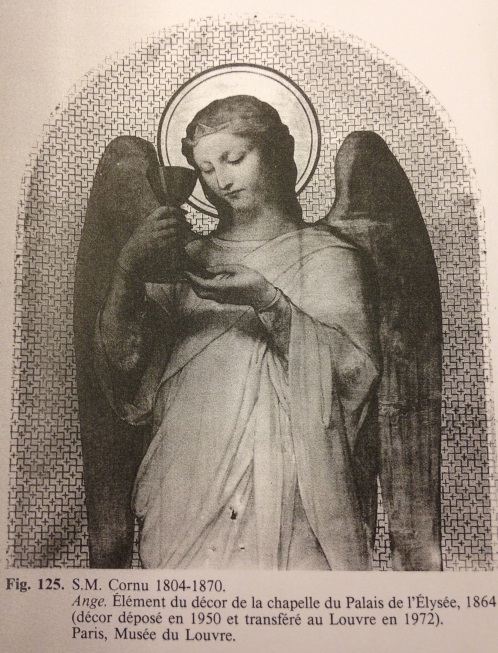
Ange (1864), élément du décor de la chapelle du palais de l'Élysée. Paris, musée du Louvre.
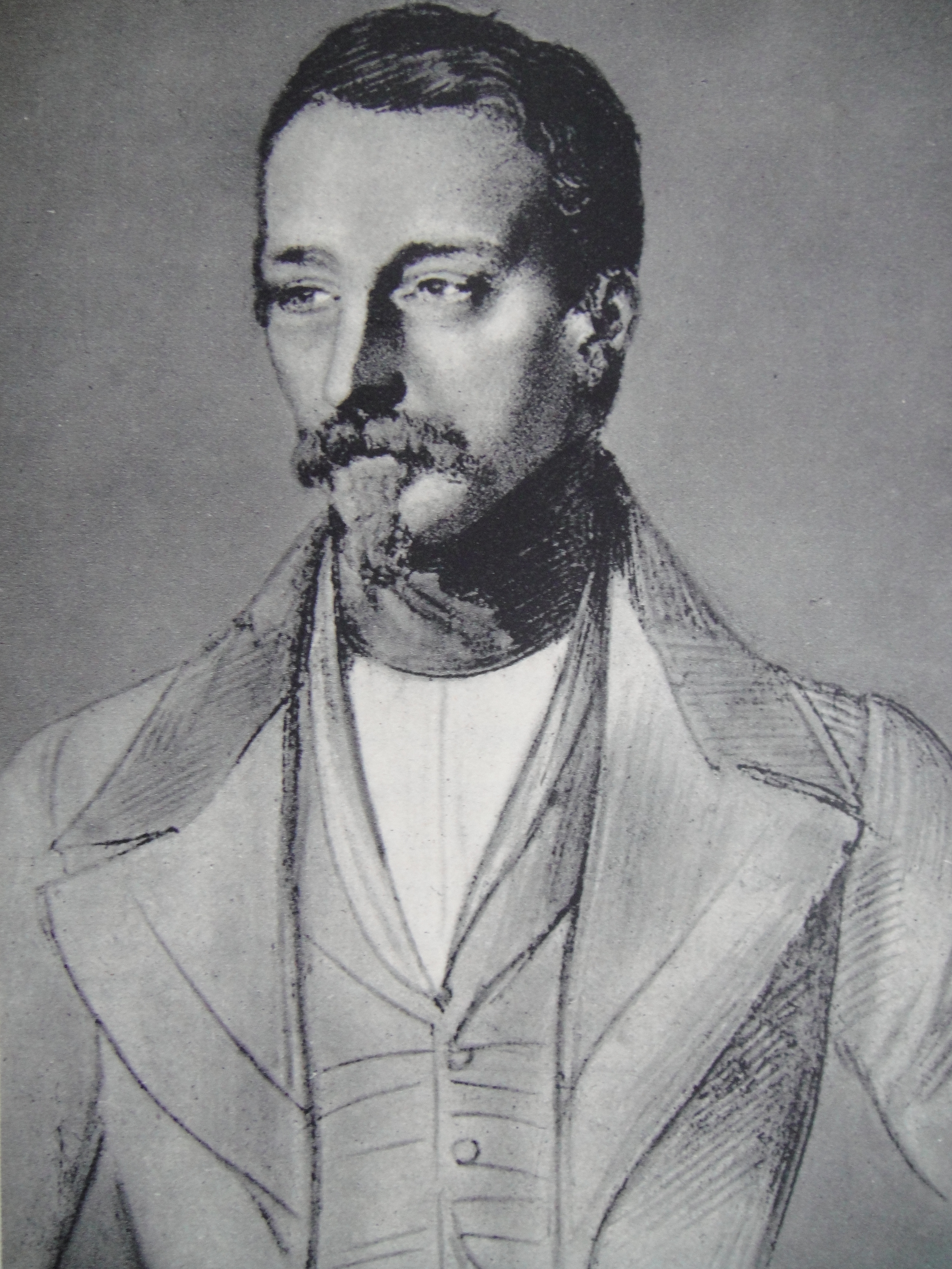
Portrait de Louis Napoléon Bonaparte, localisation inconnue.
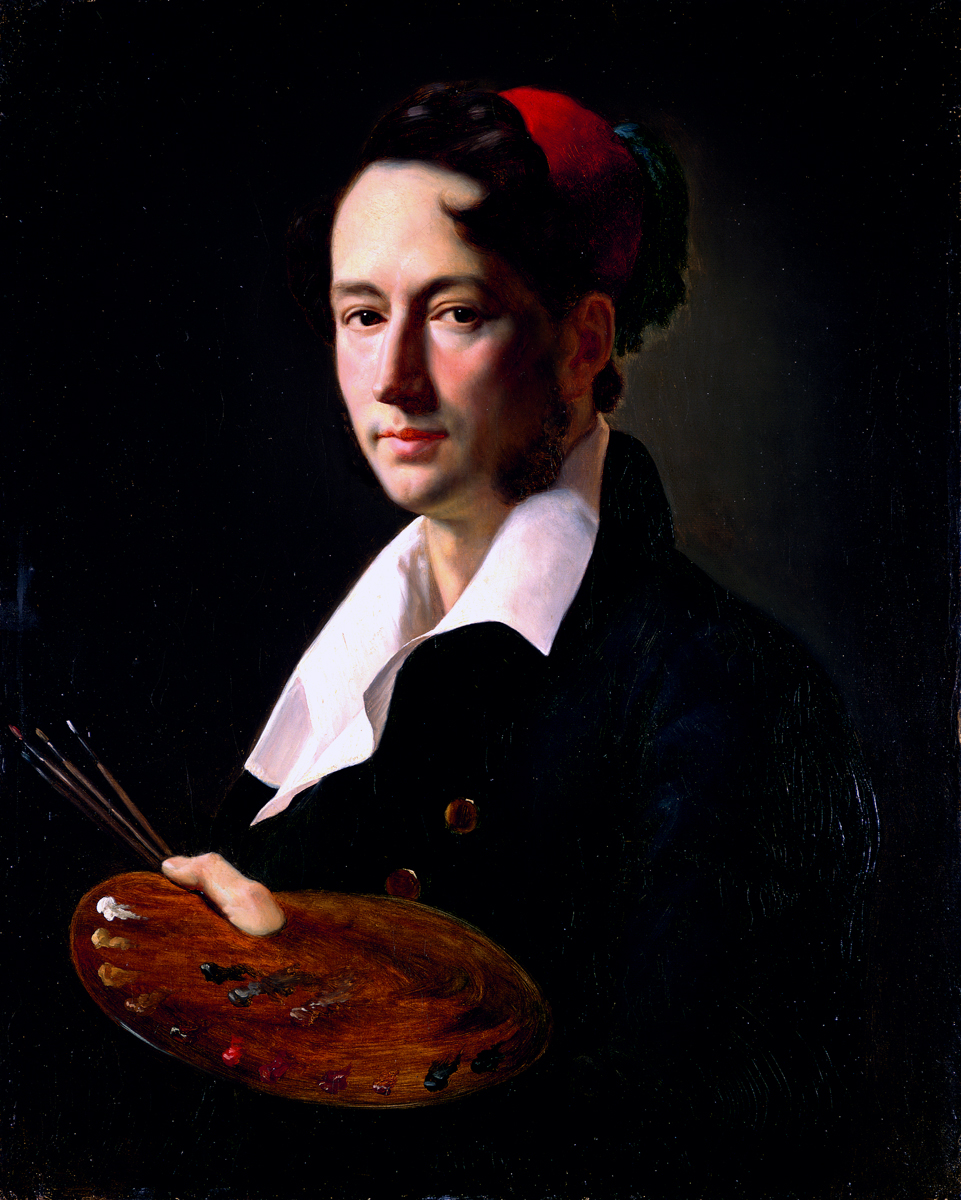
Portrait de Claude Bonnefond, musée des Beaux-Arts de Lyon.
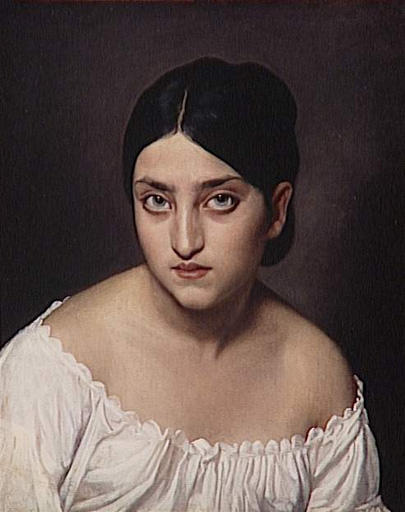
Portrait d'Hortense Cornu, née Lacroix, filleule de la reine Hortense, château de Compiègne.
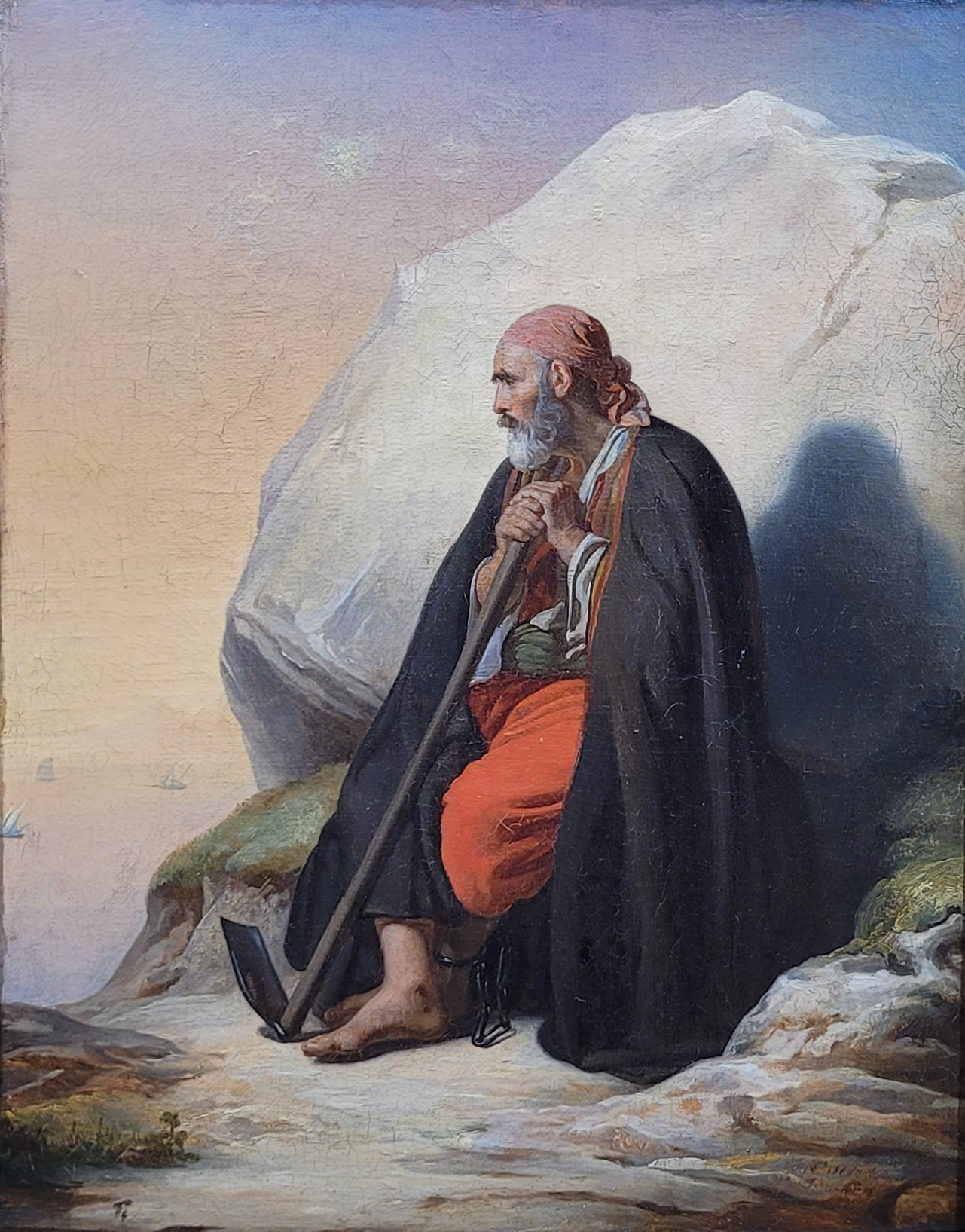
Vieux prisonnier grec contemplant la mer, par Sébastien Cornu (1804-1870), huile sur toile, 1834, Rome, exposée au musée de Semur-en-Auxois